# Cristina Sánchez
Pour les articles homonymes, voir Sánchez.
Cristina Sánchez de Pablos, née le 20 février 1972 à Madrid (Espagne), est une torera espagnole retirée des arènes.

## Présentation
Elle a grandi dans la banlieue modeste de Madrid. Fille d'un pompier, elle entre à l'École taurine de Madrid à l'âge de 12 ans. Longtemps snobée par ses collègues matadors, elle a reçu dès ses débuts le soutien inconditionnel de El Cordobés (Manuel Díaz González) auquel elle fait souvent référence dans l'autobiographie rédigée par Dulce Chacón et Partick Forestier : « Manolo Cordobés s'est battu seul, en cela, nous nous ressemblons. Son appui inconditionnel m'a ouvert un chemin pour pouvoir toréer avec d'autres matadors de premier rang. Ils ont compris que toréer avec une femme n'ôtait rien à leur intégrité. Je suis entrée dans le cercle Ponce, Finito de Cordoba, Emilio Muñoz. Certains sont difficiles à convaincre. Il y en a d'autres que je ne convaincrai jamais. »
Le plus difficile est Jesulín de Ubrique qui refuse énergiquement de toréer avec elle jusqu'au 14 mars 1997, date d'un mémorable mano a mano à Castellón de la Plana où, dès leur entrée en piste, le matador se fait huer par le public pour avoir tenu des propos désobligeants sur Cristina. Ils sortiront tous deux a hombros.

## Carrière
Après un parcours de 121 novilladas, elle prend triomphalement l'alternative à Nîmes le 25 mai 1996 des mains de Curro Romero, avec pour témoin « Manzanares » devant un taureau de la ganadería Alcurrucén. Elle coupe deux oreilles au premier taureau et deux au second.
La même année, elle se présente ensuite en Espagne en compagnie d'Óscar Higares et de Javier Conde dans la province de Madrid à Getafe face à un taureau de Bernardino Priz.
En Amérique latine, elle fait ses débuts le 27 octobre 1996 à Caracas (Venezuela) avec Ortega Cano et Luis Pietri, mais la corrida est suspendue à cause des pluies. Elle confirme son alternative à Mexico le 12 janvier 1997 avec pour parrain Armillita Chico et pour témoin Alejandro Silveti.
Pendant sa carrière, elle a coupé 316 oreilles. Elle s'est retirée de la profession en 1999 et s'est mariée avec le banderillero portugais Alejandro da Silva en 2000. Courageuse, maniant l'épée aussi bien que la cape ou la muleta Cristina Sánchez a été reconnue comme maestro à part entière par un milieu difficile et misogyne. Mais elle a su s'affirmer sans qu'on lui accorde une faveur quelconque.
En conclusion de sa biographie, elle affirme « Nous vivons dans une société dominée par les hommes. J'espère qu'à travers mon histoire les femmes comprendront qu'aucune activité, aucune, n'est hors de leur portée. » Son exemple a fait des émules en effet. La plus récente d'entre elles étant actuellement Hilda Tenorio.
Le 20 août 2016, elle réapparait le temps d'une corrida lors de la Feria de San Julián de Cuenca. Elle est accompagnée de Enrique Ponce et El Juli face à des taureaux de la ganadería de Daniel Ruiz et choisit de donner ses honoraires à un hôpital madrilène luttant contre le cancer infantile. Elle combat en seconde place Lechón, de 486 kilogrammes, marqué avec le numéro 63, qu'elle brinde au public puis à ses deux fils, auquel elle réalise une belle faena ainsi qu'une grande estocade qui lui valent les deux oreilles. Elle estoque en cinquième place Juguetón, de 495 kilogrammes et marqué avec le numéro 14, qu'elle brinde à RTVCM (chaine régionale de télévision publique de Castille-La Manche) ; elle réalise une faena pleine de disposition et de torería gâchée par les aciers qui changent deux autres oreilles en une ovation du public accompagnée d'une vuelta al ruedo. Elle sort en triomphe aux côtés de El Juli, portée par l'un de ses deux fils.

### Carrière
- Débuts en public : Torrejón de Ardoz (Espagne, province de Madrid), le 17 juin 1986.
- Débuts en novillada avec picadors : Valdemorillo (Espagne, province de Madrid) le 13 février 1993 au cours d’une corrida mixte, aux côtés des matadors Luis Seseña et Francisco Javier Martínez « Paquiro ». Taureaux de la ganadería de Fernando Peña.
- Présentation à Madrid : 8 juillet 1995 aux côtés de Pepe Luis Gallego et Carlos Pacheco. Taureaux de la ganadería de Carmen Lorenzo.
- Alternative : Nîmes (France, département du Gard) le 23 mai 1996. Parrain, Curro Romero ; témoin, « Manzanares ». Taureaux de la ganadería de Alcurrucen.